# Unterkulm
Unterkulm es una comuna suiza del cantón de Argovia, capital del distrito de Kulm. Limita al oeste y norte con la comuna de Gränichen, al noreste con Teufenthal, al este con Dürrenäsch, al sur con Oberkulm, al suroeste con Schlossrued y Schöftland, y al oeste con Hirschthal y Muhen.